# Пирджахан
Пирджаха́н (азерб. Pircahan) — село в Лачинском районе Азербайджана. Расположено в 2 км от правого берега реки Хакари, у западного подножия Карабахского хребта и в 37 км к северо-западу от районного центра города Лачин.

## История
В Кавказском календаре за 1856 год населённый пункт Пирджан Карачорлинского минбашества Зангезурского участка Шемахинской губернии числится как кочевье, населённое курдами-шиитами с родным языком азербайджанским (в источнике — «татарским»). По данным «Свода статистических данных о населении Закавказского края, извлеченных из посемейных списков 1886 года», в селе Пириджан Сеидларского сельского округа Зангезурского уезда Елизаветпольской губернии было 27 дымов и проживал 181 курд, исповедовавший ислам шиитского толка. 19 человек являлись государственными крестьянами, остальные — владельческими крестьянами. В 1911 году, по данным Кавказского календаря, в селе жило 135 человек, в основном курды.
После советизации, в июле 1923 года, из частей Джеванширского и Зангезурского уездов Елизаветпольской губернии был образован Курдистанский уезд, а село Пириджан было объявлено уездным центром (позже он был перенесён в селение Абдаляр).
После упразднения Курдистанского уезда Пириджан (с 1930-х годов упоминаемый в официальных источниках как Пирджахан) вошёл в состав Лачинского района. В 1983 году в селе проживало 504 человека. Основными занятиями населения были животноводство и садоводство. В селе располагалась больница, средняя школа, клуб и библиотека. Согласно азербайджанским источникам, в Пирджахане находится несколько архитектурных памятников: крепость Говур (XI век), родник Дашбулаг (XVII век), два моста (XIX век) и каменные изваяния баранов на сельском кладбище.
В результате Первой карабахской войны в мае 1992 года село перешло под контроль непризнанной Нагорно-Карабахской Республики и, согласно её административно-территориальному делению, вошло в состав Кашатагского района под названием «Гохтаник». Курдское население было вынуждено покинуть село, которое позже заселили этнические армяне. Пирджаханская средняя школа продолжила функционировать в посёлке Бина под Баку. Часть населения села была размещена в посёлке для вынужденных переселенцев Тахтакёрпю Агджабединского района, где располагается дом культуры села Пирджахан.
1 декабря 2020 года, по итогам Второй карабахской войны и согласно заявлению глав Армении, Азербайджана и России о прекращении боевых действий, Лачинский район был возвращён Азербайджану. Заселённые в межвоенный период в район армяне массово покинули его.